# Qezel Tappeh-ye Bayāt
Qezel Tappeh-ye Bayāt (persiska: قزل تپّه بيات, قِزِل تَپِّه بَيات) är en ort i Iran.   Den ligger i provinsen Zanjan, i den nordvästra delen av landet, 300 km väster om huvudstaden Teheran. Qezel Tappeh-ye Bayāt ligger 1 820 meter över havet och antalet invånare är 299.
Terrängen runt Qezel Tappeh-ye Bayāt är lite bergig. Runt Qezel Tappeh-ye Bayāt är det ganska glesbefolkat, med 47 invånare per kvadratkilometer. Närmaste större samhälle är Gūyjeh Qayah, 19,3 km sydost om Qezel Tappeh-ye Bayāt. Trakten runt Qezel Tappeh-ye Bayāt består i huvudsak av gräsmarker.